# Raúl Pérez (Fußballspieler)
Raúl Enrique Pérez Vergara (* 21. Juni 1915; † 26. Juli 1967) war ein chilenischer Fußballspieler. Der Stürmer lief in vier Länderspielen für Chile auf.

## Karriere

### Verein
Über die Vereinskarriere von Raúl Pérez ist nicht viel bekannt. Während seiner Zeit in der Nationalmannschaft von 1941 bis 1942 spielte der Offensivakteur für River Plate aus Valdivia.

### Nationalmannschaft
Sein Debüt für die Nationalmannschaft gab Raúl Pérez beim Campeonato Sudamericano 1941 unter Máximo Garay beim 5:0-Erfolg über Ecuador. Pérez kam in drei Turnierspielen zum Einsatz und erzielte beim 1:0-Erfolg über Peru den einzigen Treffer des Spiels. Sein Team landete nach zwei Siegen und zwei Niederlagen auf dem dritten Platz. Beim Campeonato Sudamericano 1942 spielte Pérez nur die Partie gegen Brasilien, als er bei der 1:6-Niederlage für Guillermo Torres ins Spiel kam. Chile wurde nach einem Sieg, einem Unentschieden und vier Niederlagen Vorletzter der Südamerikameisterschaft. Das Spiel gegen Brasilien war sein letzter Einsatz im Nationaltrikot.